# 杭州历史
杭州是一座历史悠久的城市，秦初秦始皇建立郡县制，设置钱唐县与余杭县，至今已有两千二百余年。在此之前，杭州是约五千年前良渚文化的中心地域，而在五万多年前便有古人类在此处繁衍生息。923年，吴越国定都杭州，吴越国“保境安民”的国策使得杭州逐渐繁荣。南宋年间，杭州成为当时的政治、经济、文化中心，此时期是杭州发展的鼎盛阶段。明清时期，杭州的手工业蓬勃发展，出现了诸多至今仍在运营的老字号。1894年，随着《马关条约》的签订，杭州成为通商口岸，推动了对外贸易和经济的发展。1911年11月5日新军起义俘获浙江巡抚。中华民国成立后于1927年设立杭州市。中國共产党的解放军于1949年5月3日进入杭州城。杭州在经受了1950年代到1970年代“大跃进”、人民公社化运动和十年文革带来的破坏后，又随着1978年的改革开放迅速发展，并成为全国15个经济中心城市之一，以及全国重点风景旅游城市和国家历史文化名城。

## 史前

良渚文化的范围

1974年，中国科学院和浙江省博物馆的考古专家的联合考察中，发现了建德境内的“建德人牙”化石，证明早在5万年前就有古人类在杭州地域生息繁衍。
此外，杭州还是良渚文化的中心地域。1936年考古学家施昕更在余杭良渚和老和山一带的考古发掘中，出土了大量的石器、陶器和玉器，证明在四、五千年以前，杭州人的祖先就在这块土地上生息。当时的人们主要从事原始的农业生产，兼事畜牧、渔猎和采集。农业生产已进入犁耕阶段。良渚文化的一大特色就是高度发达的玉文化。当时人们在玉器、陶器的制作加工和丝麻纺织等方面都已达到同期较高的水平

## 秦汉
公元前222年，秦将王翦率军南下后，置钱唐县、余杭县，同属会稽郡。这是杭州地区最初的行政建制。
西汉时属于吴郡管辖，郡治在吴县（今苏州），主要管辖长江以南闽、浙全省等，孙坚家族就出于吴郡寒族。后来吴郡北部平原区人口增多，逐步改造自然，和南部地区出现了差异，东汉时候吴郡南部以“会稽郡”的名号分离出去独立设郡了。

## 魏晋南北朝
280年，浙江在吴降晋后转归晋国统治。
南朝梁、陈年间，先后置临江郡、钱唐郡，郡治钱唐县。

## 隋代
隋开皇年间改为杭州，并开建城垣。大业六年（610年）十二月，隋炀帝征调民工开凿自京口（今江苏镇江）至杭州的江南运河，长800余里，宽10余丈，可通龙舟，沿途并设置驿宫，杭州成为了贯通中国南北的大运河的终点。从此，杭州逐步成为水陆交通的要冲，具备了成为大都市的条件。

## 唐代
唐代，为避国号讳，改钱唐为钱塘。杭州刺史李泌在城中凿井六眼，改善居民饮水条件，而大诗人白居易在任期间，疏浚西湖，兴建水利，使杭州的自然环境得到了极大改善，经济日益发展，人口迅速增加，一跃成为东南名郡。

## 五代十国
923年，临安人钱镠建立吴越国，定都杭州，杭州首次成为一个地方割据政权的首都。吴越国尊崇佛教，实行“保境安民”政策，社会比较安定。杭州也成为全浙江及周边部分地区的政治、经济、文化的中心。杭州周边的大多数著名石塔（保俶塔、雷峰塔、白塔等）均建于这一时期。

## 宋代

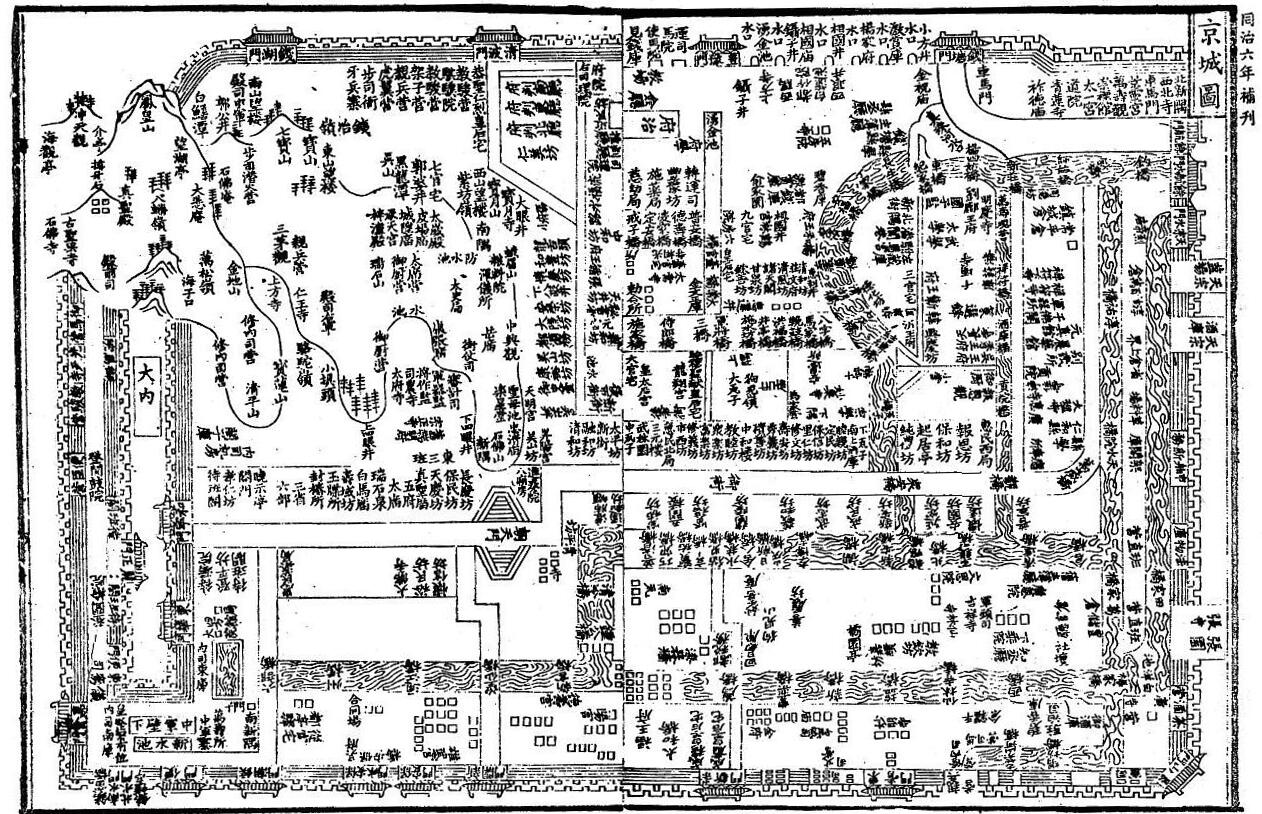
南宋时期杭州城图

### 北宋
北宋期间，置两浙路，杭州为路治所。曾两度担任杭州地方官的苏轼等人大兴水利和市政建设，使杭州经济和文化更加繁荣，而且使西湖山水更为秀美，为杭州博得了“地有湖山美，东南第一州”的美誉。苏轼在任期间，为杭州流下了许多脍炙人口的名篇佳句，如《饮湖上初晴后雨》。北宋时期，杭州的科技水平也有长足发展。北宋庆历年间，“布衣”毕昇在杭州发明胶泥活字印刷术。写作《梦溪笔谈》的科学家沈括也是这一时期杭州人物的代表。

### 南宋
南宋是封建社会时期杭州都市发展的鼎盛阶段。1129年宋高宗南渡后，改杭州为临安府，之后南宋朝廷在政局稳定后，于1138年正式定都临安府。杭州成为南宋全国的政治、经济、文化中心。北方大批人口随流亡朝廷南迁到杭州，使杭州人口急剧增加，使杭州成为当时世界上人口最多的城市。据咸淳《临安志》记载，其时临安府人口已达124万多人。在北方移民中，有大批文人学士和从事各行各业的能工巧匠，促进了杭州经济和文化的发展。其中，丝绸、造纸、印刷、陶瓷、造船业尤为发达。当时的临安还是主要对外贸易口岸之一，加上风景宜人，海内外商贾游客云集，更盛行夜市。13世紀，杭州發展出了世界上最早的餐館。

## 元代
南宋被元朝吞并后，杭州临安府改名杭州路，成為江浙行中书省的治所。杭州城免遭破壞，城中的商業，在南北統一， 運河開通的有利環境下，迅速得以恢復。
元世祖至元十四年(1277)十一月，命中書省檄文諭中外，“江南既平，宋宜曰亡宋，行在宜曰杭州。”繁荣的工商业和优美的西湖风景，吸引海內外人士紛紛前往觀光。本年後戏剧家关汉卿，就自大都来到杭州，寫下一枝花(杭州景)盛讚當地繁景。意大利旅行家马可·波罗来到杭州，曾称之为“世界上最美丽华贵”的“天城”。據其當時記述，杭州城內街道寬廣，路面都用磚石鋪砌，下面還建有排水暗溝。城裡有十個大「方衢」做市場，「方衢」附近都設有「邸店」，供外地商人存放貨物。每週有三次集市，每次總有四、五千人。據記述元朝皇帝在杭州城，徵收各種商品的巨額稅費。官府是透過當地的十二個商家行會，抽取這些商稅。 
再據記載，杭州城時常駐軍三萬，以鎮壓人民動亂。城內每座橋都有十名士兵駐守。而當局實施禁止夜行的法令，夜間各街都有士兵巡查，禁止人們點燈夜行，夜市也因而被禁止。 元英宗時，意大利的鄂多立克來華也到過杭州，說這是「世界上規模最大之城」。元未來杭州的非洲旅行家伊本·拔都他，也記杭州是他從沒有見過的大城市。
元末，张士诚举兵攻占杭州，并改筑杭州城墙，新开运河。1366年，朱元璋率军攻陷杭州。

## 明代
明代，改杭州路为杭州府，为浙江行中书省和浙江布政使司的治所。清代，仍称杭州府，为浙江行省省会。杭州城市受到了战火的毁坏，其中包括收藏四库全书原本的藏书阁“文澜阁”。
明清时期，杭州手工业进一步发展。除传统的丝绸外，还出现了张小泉剪刀、王星记扇子、孔凤春化妆品、胡庆余堂丸药、毛源昌眼镜、邵芝岩笔庄等享誉海内的名特产品。另外，地方官绅重视文化教育，创办书院之风盛行，曾出现崇文书院、敷文书院、紫阳书院、诂经精舍和求是书院（浙江大学前身）等著名书院。明代正德年间，杭州知府杨孟瑛力排众议，大规模疏浚西湖，恢复其原貌。

## 清代
清代康熙、乾隆多次巡游杭州，对西湖也十分关注，康熙帝还为西湖十景题字立碑。1860年至1865年期间，杭州成为太平天国和清军反复争夺的城池之一。
清光绪二十年（1894年），清政府與日本签订《马关条约》，杭州被立为通商口岸，在拱宸桥地区设立通商场和日本租界。1911年11月5日，新军起义，进入城区，焚抚署，俘浙江巡抚，杭州其余各主要官员潜逃，杭州结束了清朝统治时代。

## 民国时期
中华民国成立后，以原钱塘、仁和县地置杭县，为浙江省省会。1927年，设立杭州市。此后，杭州市一直为浙江省的省会。自中华民国成立后，杭州一度为军阀混战之地。1937年，杭州建成中国首座由国人自行设计和监造的大型现代化桥梁——钱塘江大桥。但不久，为了阻止日军入侵杭州，12月24日由设计者茅以升亲自指导炸毁。抗日战争期间，浙江大学师生在校长竺可桢的带领下，西迁至广西宜山继续办校，被誉为“文军长征”。

## 共和国时期

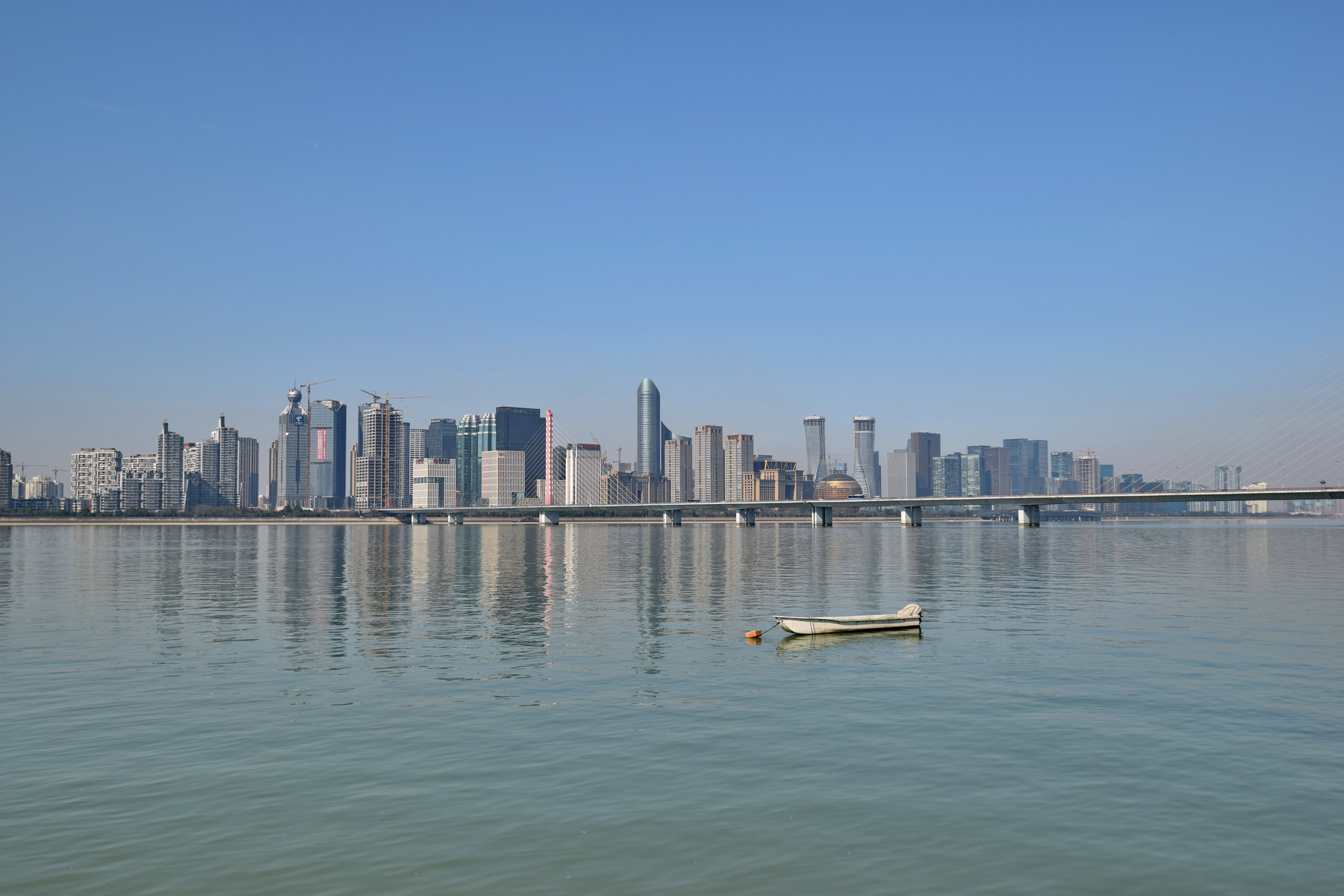
杭州市中央商務區钱江新城

1949年5月3日，中国人民解放军进入杭州城，谭震林担任杭州首任市长。

1949年全市国内生产总值（按当年价格计算，下同）仅2.55亿元，人均不到90元；全市工业总产值（按1980年不变价格计算）1.41亿元。1950年代到1970年代的“大跃进”、人民公社化运动和十年文革，给杭州各项建设事业造成了很大的破坏和损失。1978年全市国内生产总值28.4亿元，仅比1957年增长2.14倍。不过在“大跃进”期间新建、扩建的一些工业企业，经过整顿和改造，大多都得到提高和壮大，形成半山的钢铁机械工业、拱宸桥的轻纺工业、古荡留下的电子仪表工业、望江门外的食品工业、萧山龙山的化学工业等工业区。
1978年改革开放后，杭州与全国各地一样开始迅速地发展起来，大量直接引进外资，兴办合资、合作和独资企业。从1978到1985年，杭州国内生产总值平均每年递增15.2%，大大高于前29年平均每年递增7.2%的幅度；工业总产值平均每年递增18.7%。
1981年，杭州成为全国15个经济中心城市之一。1982年，杭州成为全国重点风景旅游城市和国家历史文化名城。1994年成为副省级城市。2005年成为华东地区区域中心城市。2011年杭州GDP达到7011亿元，总量继续位居全国第8位，省会城市第二位（仅次于广州），人均达到8万元，并连续九年蝉联“中国最具幸福感城市”首位。
2015年9月16日，在阿什哈巴德召开的亚奥理事会第34届代表大会上，杭州代表中国成功申办取得2022年第19届亚运会举办权，杭州因此成为继北京和广州之后，第三个获得亚运会举办权的中国城市。2016年9月上旬G20领导人峰会在杭州国际博览中心举行，这是中国首次举办G20峰会，会议通过了《二十国集团领导人杭州峰会公报》，为实现构建创新、活力、联动、包容的世界经济形成许多“杭州共识”。

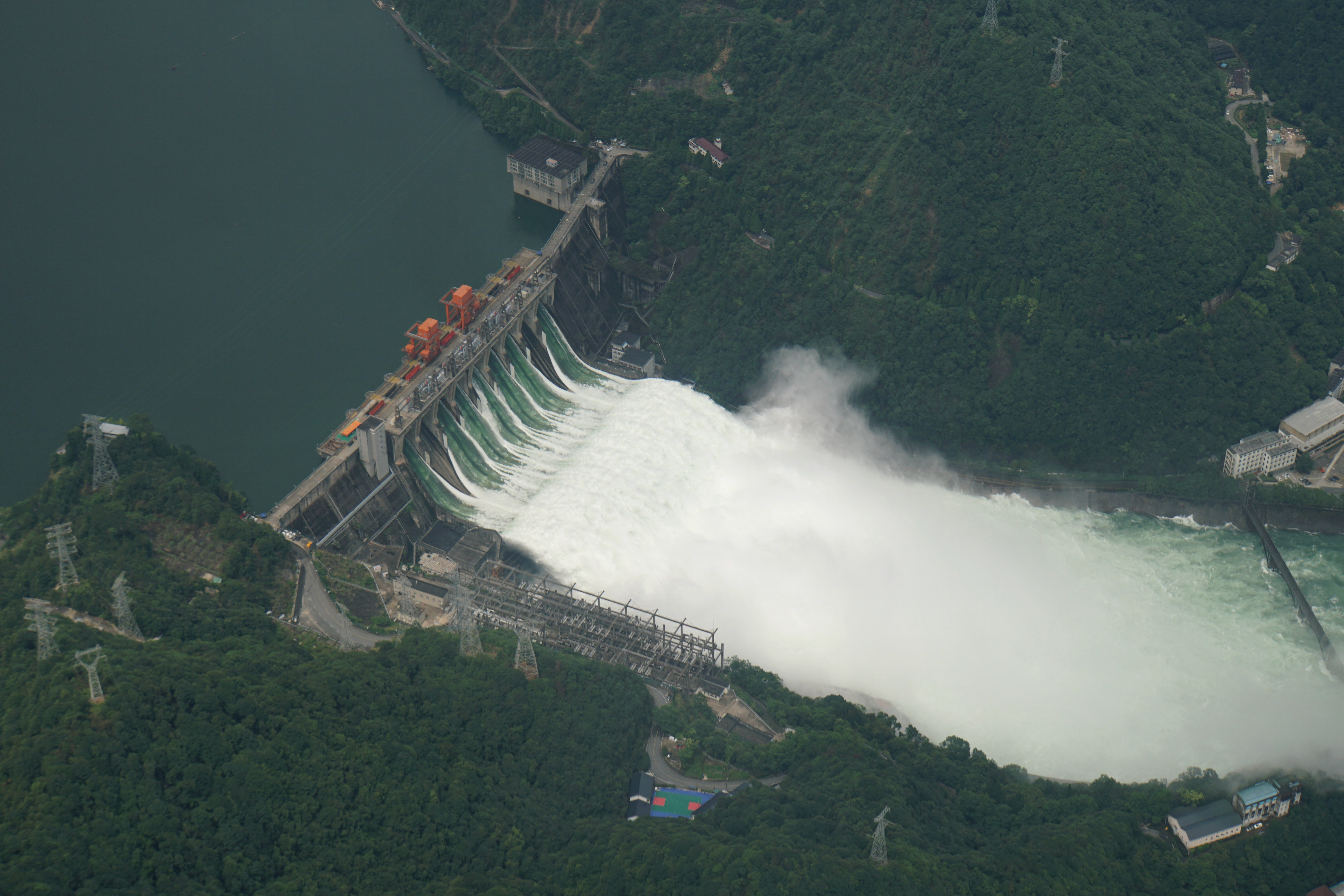
2020年7月10日，7孔泄洪的新安江水电站。

2020年中国南方水灾期间，自5月29日入梅以来，杭州市淳安县遭受史上最强梅雨。7月8日，千岛湖（新安江水电站）水位达到史上最高，108.43米。8日9时起，新安江水电站开始泄洪。这是水电站建成以来，首次正式9孔全开泄洪。9日6时许，泄洪洪峰顺新安江、富春江抵达钱塘江杭州滨江段。潮水和洪水叠加之下，钱塘江杭州闸口水文站最高水位达7.43米。富春江、新安江、兰江汇流的——建德市梅城镇的12个村落因此次泄洪受灾。
2021年4月，杭州市进行区划调整，江干区大部分并入上城区，下城区并入拱墅区，余杭区分出一个临平区，萧山区的大江东五个街道和杭州经济开发区的下沙与白杨街道组建成钱塘区。其主要目的是：“优化城市内部空间结构，解决城区之间“大的过大、小的过小”问题，防范化解“大城市病”等治理风险隐患，提高城市治理现代化水平，促进区域协调发展，增强城市综合承载能力和辐射功能；”